# Edward Harrison Taylor
Edward Harrison Taylor, född 23 april 1889 i Maysville, Missouri, död 16 juni 1978 i Lawrence, Kansas, var en amerikansk herpetolog.
Auktorsnamnet Taylor kan användas för Edward Harrison Taylor i samband med ett vetenskapligt namn inom zoologin; se Wikipedia-artiklar som länkar till auktorsnamnet.